# Wilkinson-Gletscher
Der Wilkinson-Gletscher ist ein Gletscher an der Loubet-Küste des Grahamlands auf der Antarktischen Halbinsel. Er fließt von der Südflanke der Protector Heights auf der Pernik-Halbinsel in westlicher Richtung zur Skog Bay am Lallemand-Fjord, die er südöstlich des Crosbie Point erreicht. Von Osten münden der Lane- und der Hodge-Gletscher in ihn hinein.
Luftaufnahmen entstanden bei der Falkland Islands and Dependencies Aerial Survey Expedition (1956–1957). Das UK Antarctic Place-Names Committee benannte ihn 1959 nach John V. Wilkinson, Kapitän der HMS Protector, einem Patrouillenboot der Royal Navy, das zwischen 1955 und 1967 in der Antarktis eingesetzt wurde.